# Smartmedia

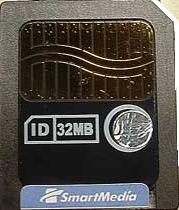
Ett SmartMedia-kort

Smartmedia, av företaget skrivet SmartMedia, är en typ av minneskort av flashminnestyp. Standarden ägs av Toshiba. SmartMedia-kort tillverkas inte längre då de flesta tillverkare av digitala kameror har gått över till att använda andra typer av minnen.